# Институт международных отношений, истории и востоковедения КФУ
Институт международных отношений, истории и востоковедения КФУ — структурное подразделение Казанского (Приволжского) федерального университета, которое ведет свою историю с момента основания Казанского императорского университета в 1804 году, в текущем виде существует с 1 сентября 2013 года, в период 2018—2024 годов именовался Институтом международных отношений.
В институте реализуется подготовка обучающихся по всем ступеням высшего образования: бакалавриат, магистратура, аспирантура. Для студентов и школьников регулярно проводятся конференции, школы и конкурсы, некоторые из которых приобрели международную известность: Конкурс на знание корейского языка среди студентов и школьников России и стран СНГ, Конкурс китайской песни.
Здесь с открытия в 1833 году первой в Европе кафедры монгольского языка под руководством О. М. Ковалевского зародилось российское монголоведение. В 1837 году на восточном факультете Казанского университета открывается кафедра китайского языка. С этого момента изучение Китая переносится в университетские условия. В 30-е годы XIX века формируется центр российского востоковедения, оформившийся как Восточный разряд Казанского университета, просуществовавший до 1854 года, когда профессора и преподаватели восточных кафедр Казанского университета были переведены в Петербургский университет. Среди основных научных проектов института разрабатываемых в настоящее время — проект «Шелковый путь».
Ученые института международных отношений за разные периоды своего существования организовывали работу разнообразных научных центров и обществ: Общества археологии, истории и этнографии при Казанском университете, Институт Конфуция в КФУ, Корейский Центр и др. В стенах Института международных отношений проходит множество крупных научных мероприятий, часть из которых стали традиционными и приобрели международный статус. Такие как: Международный научный форум «Ислам в мультикультурном мире», Международная научно-практическая конференция «Россия-Китай: история и культура», Международная археологическая школа в Болгаре. Научные центры и лаборатории института (Институт Конфуция, реставрационная лаборатория, Центр исследований Кореи и др.) задействованы и в образовательном процессе.

## Некоторые выпускники и наставники
За годы существования Института международных отношений Казанского федерального университета в его стенах учились и работали многие известные учёные в области истории, археологии, этнологии, востоковедения, региональных исследований.
- К. Ф. Фукс — врач, ботаник, этнограф, историк, археолог и нумизмат, профессор и ректор Казанского императорского университета (1823—1827).
- Х. Д. Френ — выдающийся русский востоковед-арабист, нумизмат, профессор Казанского университета (1807—1815).
- А. К. Казем-Бек или Мирза Казым-Бек — учёный-востоковед, профессор Казанского университета (1826—1848).
- В. П. Васильев — китаевед, публицист, составитель первого опубликованного китайско-русского словаря, переводчик, буддолог, с 1855 года — в Петербурге. Академик Императорской Академии наук.
- А. П. Щапов — историк, публицист, писатель, философ, профессор Казанского университета (1856—1861).
- Н. П. Загоскин — историк русского права, общественный деятель, с 1879 года профессор, в 1906—1909 годы ректор Казанского императорского университета.
- А. С. Шофман — доктор исторических наук, профессор кафедры всеобщей истории Казанского государственного университета.
- Е. П. Бусыгин — доктор исторических наук, профессор, первый заведующий кафедрой этнографии Казанского государственного университета.
- Г. Н. Вульфсон — доктор исторических наук, профессор кафедры истории СССР (отечественной истории до XX в.). Был в числе первых студентов историко-филологического факультета КГУ после его восстановления в 1939 году.
- А. Х. Халиков — доктор исторических наук, профессор кафедры этнографии и этнологии Казанского государственного университета.
- М. А. Усманов — доктор исторических наук, профессор кафедры истории татарского народа Казанского государственного университета.
- А. Л. Литвин — доктор исторических наук, заведующий кафедрой историографии и источниковедения Казанского государственного университета.
- И. Р. Тагиров — доктор исторических наук, профессор кафедры отечественной истории Казанского государственного университета.
- Г. Г. Зайнуллин — доктор филологических наук, заведующий кафедрой арабской филологии.
- Я. Я. Гришин — доктор исторических наук, профессор кафедры международных отношений, мировой политики и дипломатии.
- Р. М. Валеев — доктор исторических наук, профессор кафедры китаеведения и азиатско-тихоокеанских исследований.
- Г. П. Мягков — доктор исторических наук, профессор кафедры всеобщей и публичной истории.
- А. А. Сальникова — доктор исторических наук, заведующая кафедрой историографии и источниковедения (2004—2015), профессор кафедры отечественной истории и архивоведения.
- Д. Е. Мартынов — доктор исторических наук, профессор кафедры китаеведения и азиатско-тихоокеанских исследований, википедист, участник проектов Викимедиа.